# 1963 v letectví
Tento článek obsahuje seznam událostí souvisejících s letectvím, které proběhly roku 1963.

## Události

### Červenec
- 19. července – Joe Walker pilotuje North American X-15 do rekordní výšky 106 010 metrů. Překonání výšky 100 km je podle mezinárodních konvencí považováno za vesmírný let.

## První lety

### Leden
- 2. ledna – Aero Commander 1121 Jet Commander
- 3. ledna – Iljušin Il-62
- 7. ledna – Short Skyvan
- 9. ledna – Jakovlev Jak-36
- 26. ledna – Hiller OH-5

### Únor
- 9. února – Boeing 727
- 25. února – Transall C.160

### Březen
- 26. března – Hunting H.126

### Duben
- 20. dubna – EWR VJ 101

### Květen
- 27. května – McDonell F-4C Phantom II (verze pro USAF)

### Červen
- 23. června – Tupolev Tu-134
- 29. června – Saab 105
- 29. června – Zlín Z-37 Čmelák

### Srpen
- 1. srpna – PZL-104 Wilga (prototyp letounu Wilga 2)
- 20. srpna – BAC One-Eleven

### Říjen
- 7. října – Learjet 23, prototyp (vůbec první postavený Learjet)

### Prosinec
- 17. prosince – C-141 Starlifter
- 17. prosince – Matra Jupiter
- 21. prosince – Hawker Siddeley Andover